# Geoff Petrie
Geoffrey Michael Petrie (Darby, Pensilvania; 17 de abril de 1948) es un exjugador de baloncesto estadounidense que jugó durante 6 temporadas en la NBA. Con 1,93 metros de altura, lo hacía en la posición de base. De 1994 a 2013 fue General Mánager de los Sacramento Kings.

## Trayectoria deportiva

### Universidad
Jugó durante cuatro temporadas con los Tigers de la Universidad de Princeton, promediando en las tres últimas 18,3 puntos y 5,4 rebotes por partido.

### Profesional

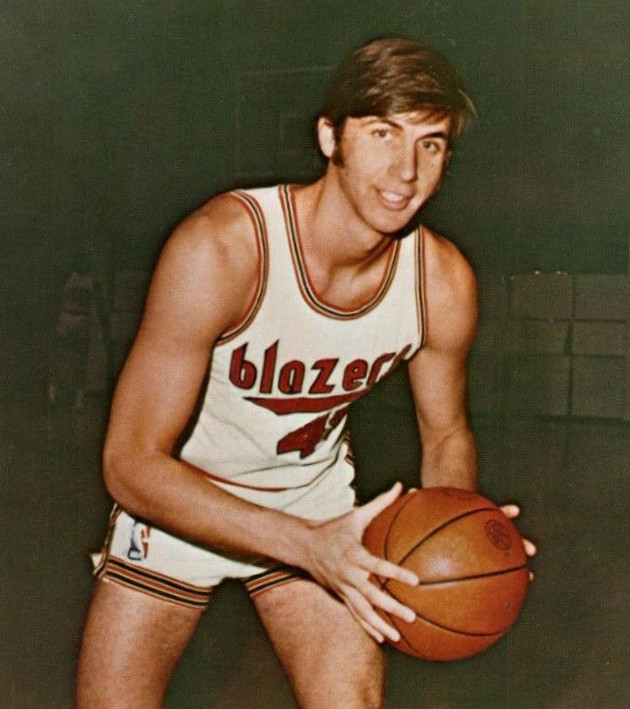
Petrie con los Blazers en 1971.

Fue elegido en la octava posición del Draft de la NBA de 1970 por Portland Trail Blazers. en su primera temporada, tras promediar 24,8 puntos, 4,8 asistencias y 3,8 rebotes fue nombrado, junto a Dave Cowens, Rookie del Año. En las 6 temporadas que jugó con los Blazers consiguió en 13 partidos pasar de los 40 puntos, situando su máximo en 51 puntos, récord de la franquicia hasta que fue superado por Damon Stoudamire en 2005, cuando anotó 54. Fue All Star en dos ocasiones, y en 3 temporadas acabó entre los 10 máximos anotadores de la liga. Se retiró en 1976, con tan solo 27 años, a causa de una lesión en la rodilla.
En sus 6 temporadas como profesional promedió 21,8 puntos y 4,6 asistencias por partido.

### Mánager General
Tras desempeñar diversos roles en los Blazers una vez terminada su carrera, en 1995 es nombrado General Mánager de Sacramento Kings, cargo que ocupó hasta 2013. En ese tiempo ha ganado en 2 ocasiones el título de Ejecutivo del Año de la NBA.

## Estadísticas de su carrera en la NBA

### Temporada regular
| Año      | Equipo   | PJ  | PT | MPP  | %TC  | %3P | %TL   | RPP | APP | ROB | TPP | PPP  |
| -------- | -------- | --- | -- | ---- | ---- | --- | ----- | --- | --- | --- | --- | ---- |
| 1970-71  | Portland | 82  | –  | 37.0 | .443 | –   | .722  | 3.4 | 4.8 | –   | –   | 24.8 |
| 1971-72  | Portland | 60  | –  | 35.9 | .417 | –   | .789  | 2.2 | 4.1 | –   | –   | 18.9 |
| 1972-73  | Portland | 79  | –  | 39.7 | .464 | –   | .778  | 3.5 | 4.4 | –   | –   | 24.9 |
| 1973-74  | Portland | 73  | –  | 38.4 | .481 | –   | .853  | 2.8 | 4.3 | 1.2 | .2  | 24.3 |
| 1974-75  | Portland | 80  | –  | 38.9 | .456 | –   | .839  | 2.6 | 5.3 | 1.0 | .2  | 18.3 |
| 1975-76  | Portland | 72  | –  | 35.5 | .461 | –   | .829  | 2.3 | 4.6 | 1.1 | .1  | 18.9 |
| Total    | Total    | 446 | ?  | 37.6 | .455 | –   | .805  | 2.8 | 4.6 | 1.1 | .1  | 21.8 |
| All-Star | All-Star | 2   | 1  | 15.5 | .214 | –   | 1.000 | 1.0 | 2.5 | .5  | .0  | 4.0  |